# Gurjewsk (Kaliningrad)

Neuhausen, nordöstlich der Stadt Königsberg, auf einer Landkarte von 1910.

Gurjewsk (russisch Гурьевск, prußisch Romaw), deutsch Neuhausen, ist das administrative Zentrum eines Rajons mit 26.760 Einwohnern (Stand 1. Oktober 2021) in der russischen Oblast Kaliningrad. Der Ort ist seit 2013 Verwaltungssitz der kommunalen Selbstverwaltungseinheit Stadtkreis Gurjewsk.

## Geographische Lage
Die Ortschaft liegt in der historischen Region Ostpreußen, sieben Kilometer nordöstlich von Königsberg (Kaliningrad).

## Geschichte
Der Ort wurde 1262 als Neuhausen gegründet. Um 1540 wurde er unter den Bezeichnungen Neuhauß, Neuhausen, Newghaus oder Lisga Neughaus erwähnt. Der prußische Name Romaw bzw. Ramawan (heiliger Wald) weist auf eine heidnische Kultstätte (prußisch romus, ramus: ruhig, still, andächtig, heilig) hin.
Am 1. April 1927 hatte der Gutsbezirk Neuhausen eine Flächengröße von 505 Hektar, und am 16. Juni 1925 hatte der Gutsbezirk 529 Einwohner.  Am 15. November 1928 wurde der Gutsbezirks Neuhausen in die Landgemeinde Neuhausen eingegliedert.
1935 wurde in Neuhausen eine Niederlassung des Behring-Instituts in Betrieb genommen.
Im Jahr 1945 gehörte Neuhausen zum Landkreis Samland im Regierungsbezirk Königsberg der Provinz Ostpreußen.
Nach dem Zweiten Weltkrieg wurde Neuhausen wie der gesamte Nordteil Ostpreußens besatzungsrechtlich unter sowjetische Verwaltung gestellt. Der Ort  erhielt 1946 die Ortsbezeichnung Gurjewsk, benannt nach dem sowjetischen Generalmajor Stepan Gurjew (1902–1945), der bei den Kämpfen um Pillau ums Leben gekommen war; die Ortschaft erhielt zugleich das Stadtrecht.

### Demographie
| Jahr | Einwohner | Anmerkungen |
| ---- | --------- | --- |
| 1782 | –         | königliches Domänenamt und Schloss, Forstamt, Amtsvorwerk, königliches Dorf und Erbpachtsmühle, mit einer Kirche und 38 Feuerstellen (Haushaltungen)                                          |
| 1816 | 0329      | davon 199 im Dorf, elf bei der Mühle und 119 auf dem Gut und Schloss |
| 1831 | 0503      | davon 243 im Dorf und 161 auf dem Gut und Schloss sowie 99 auf dem zugehörigen Vorwerk Kleinheide                                                                                             |
| 1840 | 0421      | davon 260 im Dorf und bei der Mühle sowie 161 auf dem Gut und Schloss |
| 1858 | 0554      | sämtlich Evangelische, davon 314 im Dorf, 38 bei der Mühle und 202 auf dem Gut |
| 1864 | 0620      | am 3. Dezember davon 497 im Dorf und 223 auf dem Gut |
| 1867 | 0702      | am 3. Dezember, davon 505 in der Landgemeinde und 197 im Gutsbezirk |
| 1871 | 0609      | am 1. Dezember, davon 393 in der Landgemeinde (sämtlich Evangelische) und 216 im Gutsbezirk (215 Evangelische und eine katholische Person)                                                    |
| 1910 | 0589      | am 1. Dezember, Dorf und Rittergut, mit einer evangelischen Kirche, einem Krankenhaus, einer Spar- und Darlehenskasse und einer Molkerei, davon 409 in der Landgemeinde und 180 im Gutsbezirk |
| 1933 | 1707      | [ 14 ] |
| 1939 | 4198      | [ 14 ] |

| Jahr      | 1959 | 1970 | 1979 | 1989 | 2002   | 2010   | 2021   |
| --------- | ---- | ---- | ---- | ---- | ------ | ------ | ------ |
| Einwohner | 2393 | 3568 | 5910 | 7934 | 10.913 | 12.431 | 26.760 |

Nach den Ergebnissen der allrussischen Volkszählung von 2010 waren 88,3 Prozent der Einwohner von Gurjewsk ethnische Russen. Daneben lebten in Gurjewsk auch 174 Deutsche, was einem Bevölkerungsanteil von 1,4 Prozent entsprach.

### Amtsbezirk Neuhausen (1874–1945)
Am 30. April 1874 wurde Neuhausen Amtssitz und namensgebender Ort des neu errichteten Amtsbezirk Neuhausen im Landkreis Königsberg (Preußen) (1939 bis 1945 Landkreis Samland) im Regierungsbezirk Königsberg der preußischen Provinz Ostpreußen. Der Amtsbezirk Neuhausen bestand bis 1945 und zählte bei seiner Gründung vier Landgemeinden und sieben Gutsbezirke:
| Deutscher Name | Russischer Name                                       | Bemerkungen                                                                                    |
| -------------- | ----------------------------------------------------- | ---------------------------------------------------------------------------------------------- |
| Landgemeinden: |                                                       |                                                                                                |
| Knöppelsdorf   | Rasswet                                               |                                                                                                |
| Neuhausen      | Gurjewsk                                              |                                                                                                |
| Prawten        | Lomonossowo                                           |                                                                                                |
| Trausitten     |                                                       | 1938 in die Gemeinde Neuhausen eingegliedert                                                   |
| Gutsbezirke:   |                                                       |                                                                                                |
| Berthaswalde   |                                                       | 1926 in eine Landgemeinde umgewandelt                                                          |
| Commen         |                                                       | 1892 in die Landgemeinde Neuhausen eingegliedert                                               |
| Dunkershöfen   | Bolschoje Derewenskoje (bis 2008: Bolschaja Derewnja) | 1928 in die Landgemeinde Kleinheide eingegliedert                                              |
| Kleinheide     |                                                       | 1928 in eine Landgemeinde umgewandelt, 1938 in die Gemeinde Neuhausen eingegliedert            |
| Neuhausen      | Gurjewsk                                              | 1928 in die Landgemeinde Neuhausen eingegliedert                                               |
| Schmeckenkrug  |                                                       | unbekannten Datums in die Landgemeinde Neuhausen eingegliedert                                 |
| Sensen         | Borowikowo                                            | vor 1908 in eine Landgemeinde umgewandelt, 1934 in die Landgemeinde Knöppelsdorf eingegliedert |

Aufgrund der Umstrukturierungen gehörten am 1. Januar 1945 noch die vier bisher eingegliederten Gemeinden Knöppeldorf, Neuhausen, Prawten und Berthaswalde zum Amtsbezirk Neuhausen, außerdem die 1939 aus dem Amtsbezirk Quednau (russisch: Sewernaja Gora) umgegliederte Gemeinde Ziegelau (heute nicht mehr existent).

## Burg Neuhausen

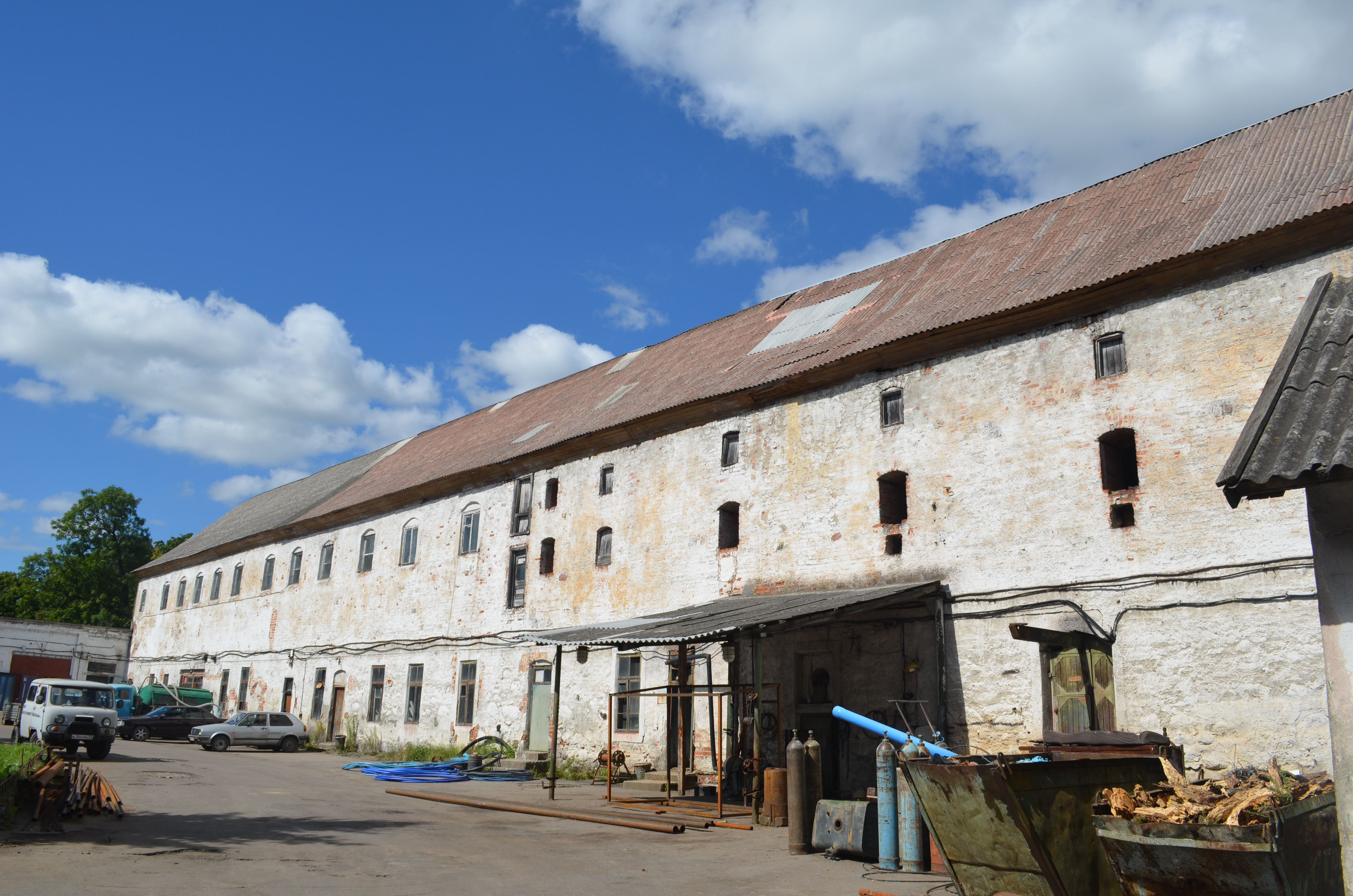
Burg Neuhausen

Die Burg Neuhausen wurde 1292 im samländischen Domkapitel (Sitz in Königsberg) gebaut. Südlich des Schlosses am Ende des Mühlenteichs blieb die Hausmühle des Deutschen Ordens (der spätere Eichenkrug) in ihrem ursprünglichen Zustand erhalten. Turm und Seitengiebel der Kirche trugen Blenden und Staffelgiebel. Außerhalb der Burg entstand 1528 eine Lischke. Ein Schneider, ein Schuster und ein Schmied erhielten von Albrecht (Brandenburg) zusammen eine Hufe Acker. Nach 1525 war das Schloss eine Zeitlang Sitz des Bischofs von Samland Georg von Polenz. Im Ehevertrag von 1550 verschrieb Herzog Albrecht die Burg seiner zweiten Frau Anna Maria von Braunschweig-Calenberg-Göttingen als Leibgedinge. Hier brachte sie 1553 den Sohn Albrecht Friedrich zur Welt, und hier starb sie am 15. März 1568. Den älteren Teil der Burg ließ Albrecht umbauen.
In einem reichen Jagdgebiet gelegen, war Neuhausen der bevorzugte Aufenthaltsort des jagdliebenden Herzog Georg Wilhelm. 1770 wurde die Burg Sitz der Domänenverwaltung und des Justizamts. Für seine Verdienste in den Befreiungskriegen vergab Friedrich Wilhelm III. 1814 Schloss und Domäne zusammen mit Gut Grünhoff bei Cranz an General Friedrich Wilhelm Bülow von Dennewitz. Später gehörte das Schloss zum Besitz der Familien Luckner und Massow. Der Schlosspark und der Forst um die Kleinbahnstation Neuhausen-Tiergarten mit dem Etablissement Freiwald waren ein beliebtes Ausflugsziel der Königsberger.

## Mühlenfließ
„Das Neuhausener Mühlenfließ war dort zu einem Teich aufgestaut, so daß die Gegend, auch durch
ihren Baumbestand, reizvoll war. Der Krug bestand 60 Jahre später noch im alten Zustand als
Landgaststätte mit harten Stühlen und einfachen Tischen. Er war damals der Sammelplatz bei
herbstlichen Reitjagden. Da die zahlungskräftigen Ausflügler später die Bahn zur See benutzten,
führte er ein stilles Dasein und veränderte sich nicht nach den Wünschen einer anspruchsvolleren
Gesellschaft.“

## Kirche Neuhausen

### Gebäude

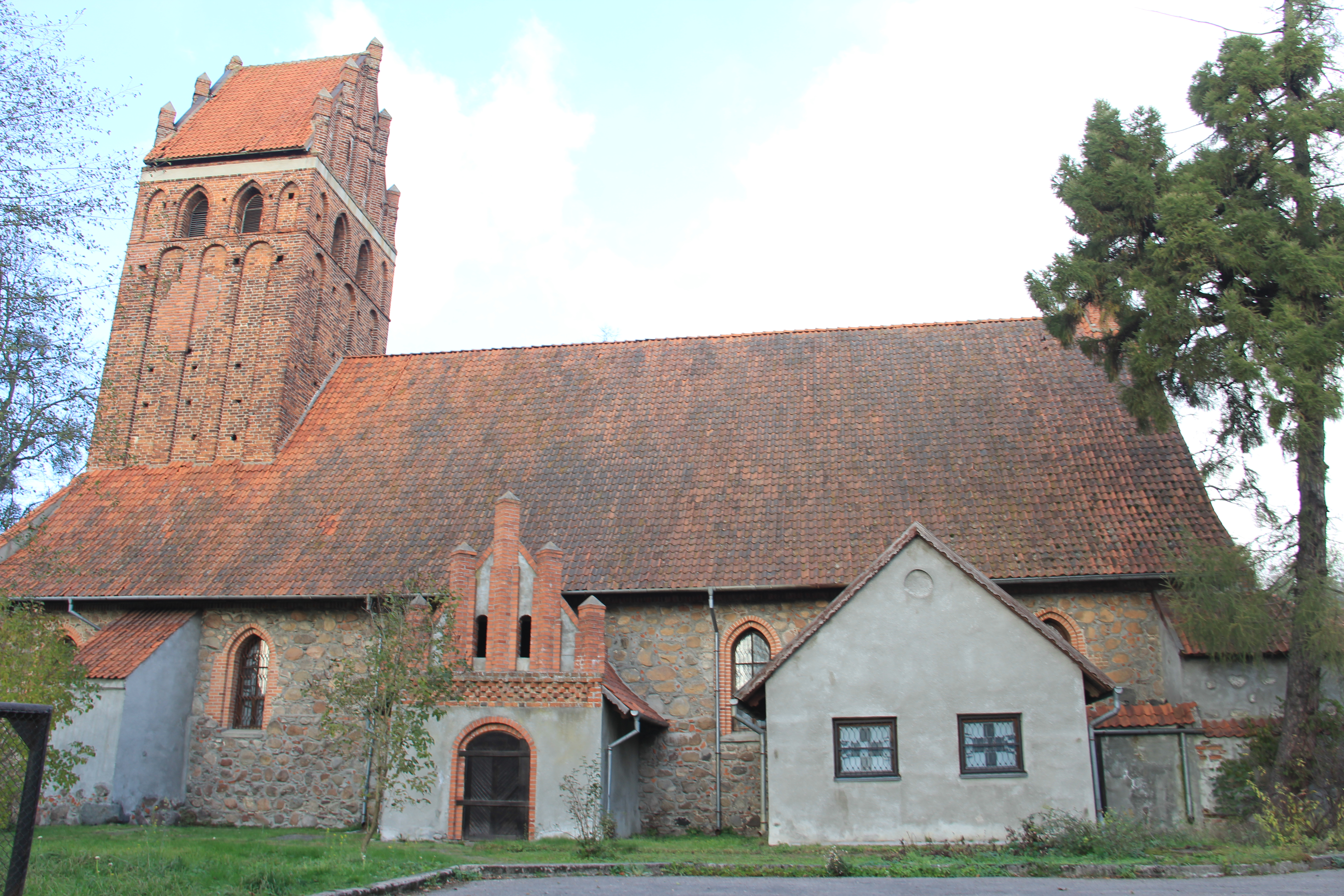
Kirche Neuhausen (2014)

Die alte Pfarrkirche – sie wird auch heute noch „Kirche Neuhausen“ (russisch: Кирха Нойхаузен) genannt – aus dem Ende des 13. Jahrhunderts ist ein chorloser Feldsteinbau mit Backsteinturm. Sie liegt östlich der Fernstraße A 190 und war mehr als 400 Jahre evangelische Gottesdienststätte. Im Zweiten Weltkrieg wurde sie beschädigt. Sie diente dann als Club und als Lagerhalle und verfiel dabei immer mehr, auch aufgrund mehrerer Brände.
Seit 1991 ist das Gotteshaus im Besitz der Neuapostolischen Kirche und wieder in einem guten Zustand.

### Kirchengemeinde
Bereits in vorreformatorischer Zeit war Neuhausen ein Kirchdorf. Die Reformation fand hier relativ früh Eingang, und die Neuhausener Burg war lange Zeit Sitz von Georg von Polenz (um 1478–1550), dem evangelischen Bischof von Samland und Pomesanien. Einst gehörte die Kirchengemeinde mit ihrem weitflächigen Kirchspiel zur Inspektion des Königsberger (russisch: Kaliningrad) Oberhofpredigers, zwischenzeitlich zur damals neu gegründeten Inspektion Labiau (Polessk). Bis 1945 war sie dann in den Kirchenkreis Königsberg-Land II in der Kirchenprovinz Ostpreußen der Kirche der Altpreußischen Union eingegliedert.
Heute liegt Gurjewsk im Einzugsbereich der in den 1990er Jahren neu errichteten evangelisch-lutherischen Auferstehungskirche in Kaliningrad innerhalb der neu gebildeten Propstei Kaliningrad der Evangelisch-lutherischen Kirche Europäisches Russland (ELKER).

### Kirchspiel (bis 1945)
Zum Kirchspiel Neuhausen zählten vor 1945 insgesamt 30 Ortschaften:
| Deutscher Name  | Russischer Name                                       |  | Deutscher Name                   | Russischer Name                  |
| --------------- | ----------------------------------------------------- |  | -------------------------------- | -------------------------------- |
| Berthaswalde    |                                                       |  | Neudamm (Dorf) und Neudamm (Gut) | Wassilkowo und Maloje Wassilkowo |
| Bladau          | Wladimirowka (bis 2008: Wladimirowo)                  |  | Neuhausen                        | Gurjewsk                         |
| Bulitten        | Awangardnoje                                          |  | Palmburg                         | Pribreschnoje                    |
| Charlottenwiese |                                                       |  | Prawten                          | Lomonossowo                      |
| Dossitten       | Tscheremchowo                                         |  | Rachsitten                       |                                  |
| Dunkershöfen    | Bolschoje Derewenskoje (bis 2008: Bolschaja Derewnja) |  | Rachsittenthal                   | Sacharowo                        |
| Eichenkrug      |                                                       |  | Rodmannshöfen                    | Kalinowka                        |
| Fürstenwalde    | Poddubnoje                                            |  | Sensen                           | Borowikowo                       |
| Kleinheide      |                                                       |  | Sonnigkeim                       | Sasanowka                        |
| Knöppelsdorf    | Rasswet                                               |  | Tharaunenkrug                    | Saosjorje                        |
| Kondehnen       | Slawjanskoje                                          |  | Trausitten                       |                                  |
| Lapsau          | Saosjorje                                             |  | Tropitten                        | Kumatschowo                      |
| Lauth           | Bolschoje Issakowo                                    |  | Waldhöfen                        | Uljanowo, jetzt: Konstantinowka  |
| Mandeln         |                                                       |  | Wange                            | Jarowoje                         |
| Neidtkeim       |                                                       |  | Wangnicken                       | Saosjorje                        |

### Pfarrer (1525–1945)
Von der Reformation bis zum Ende des Zweiten Weltkrieges amtierten in Neuhausen als evangelische Geistliche:
- M. Lucas, 1525
- N.N., bis 1534
- N.N., ab 1545
- Michael Beer, ab 1559
- Johann Querlemann, 1567
- Lucas Edenburg, 1568–1574
- N.N., 1574
- Friedrich Krause, 1582–1588
- Jacob Sethus, 1588–1596
- Erhard Wolf, 1596–1609
- Joachim Goldnach, 1615–1652
- Christoph Fengler, 1651
- Heinrich Hoffmann, 1652
- Reinhold Sommer, 1688–1732
- Christian Grünwald, 1733–1741
- Georg Daniel Fischer, 1742–1766

Franz Schibalski

- Theodor Michael Freytag, 1767–1790
- Max Christian Mayr, 1791–1801
- Johann Immanuel Groschke, 1801–1825
- Siegfried August Kähler, 1826–1841
- Karl Leopold Bergau, 1841–1873
- Heinrich Ernst Abramowski, 1873–1878
- Otto Alexander Besch, 1878–1896
- Emil Anton Gustav Platz, 1897–1909
- Gustav Heinrich Zander, 1909–1926
- Franz Schibalski, 1926–1939[24]
- Herbert Schott, 1939–1945

## Russisch-Orthodoxe Kirche

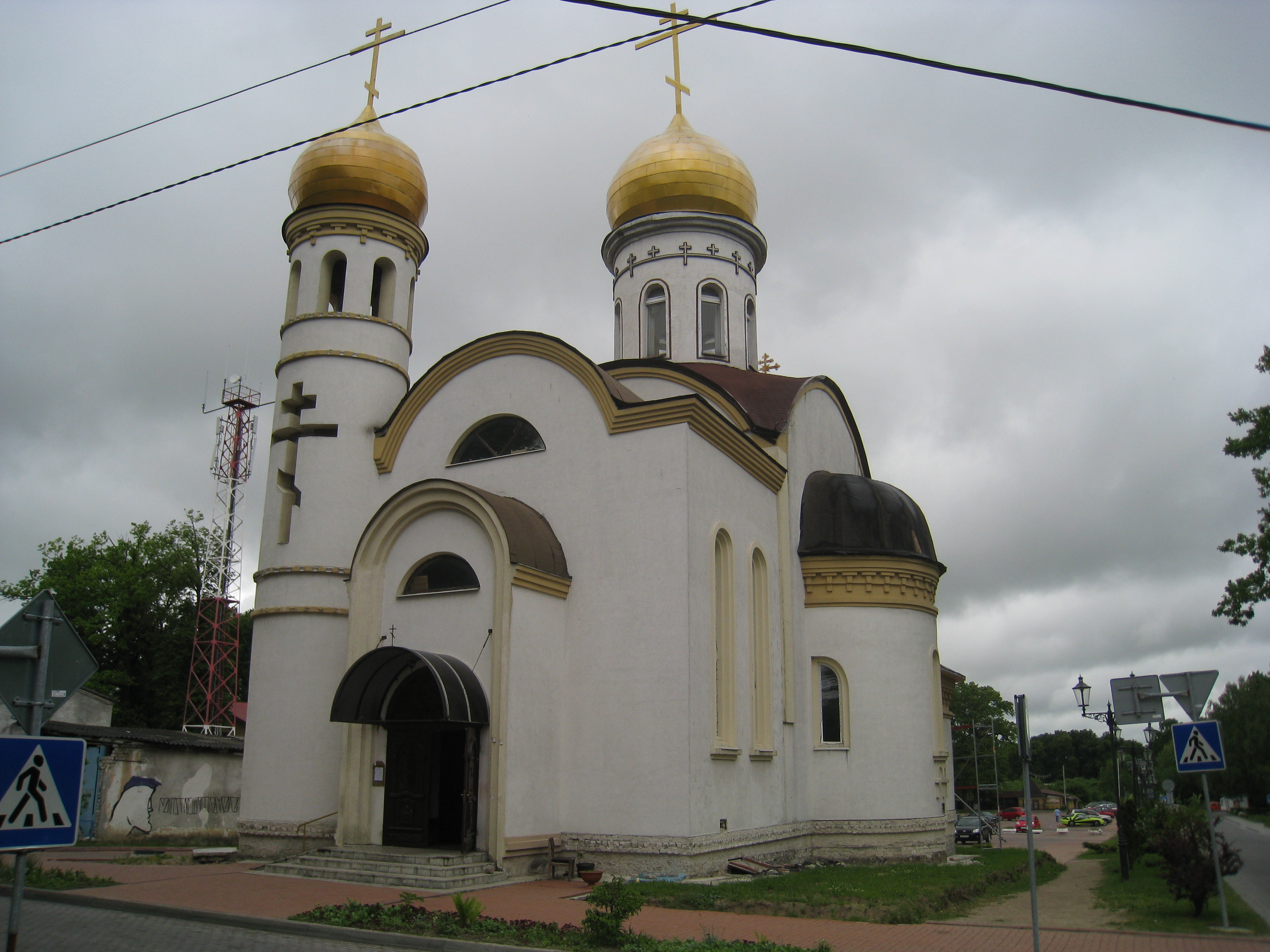
Die Russisch-orthodoxe Christi-Himmelfahrts-Kirche

Die meisten konfessionell gebundenen Einwohnern gehören der russisch-orthodoxen Kirche an. Gurjewsk gehört zur Diözese Kaliningrad und Baltijsk.

## Wirtschaft und Verkehr
In Gurjewsk befindet sich eine Erdölraffinerie. Auf dem Gelände des ehemaligen Militärflugplatzes Neuhausen befindet sich neben einigen städtischen Einrichtungen die Geflügelfarm Ptizefabrika Gurjewskaja. In Chrabrowo (Powunden) liegt der Flughafen Kaliningrad. Durch das Stadtgebiet verlaufen die A190 (Russland) und die Bahnstrecke Kaliningrad–Sowetsk nach Tilsit.

## Sehenswürdigkeiten
- Schloss Neuhausen (Halbruine), eine Deutschordensburg von 1295/97
- Evangelische Kirche
- Museum

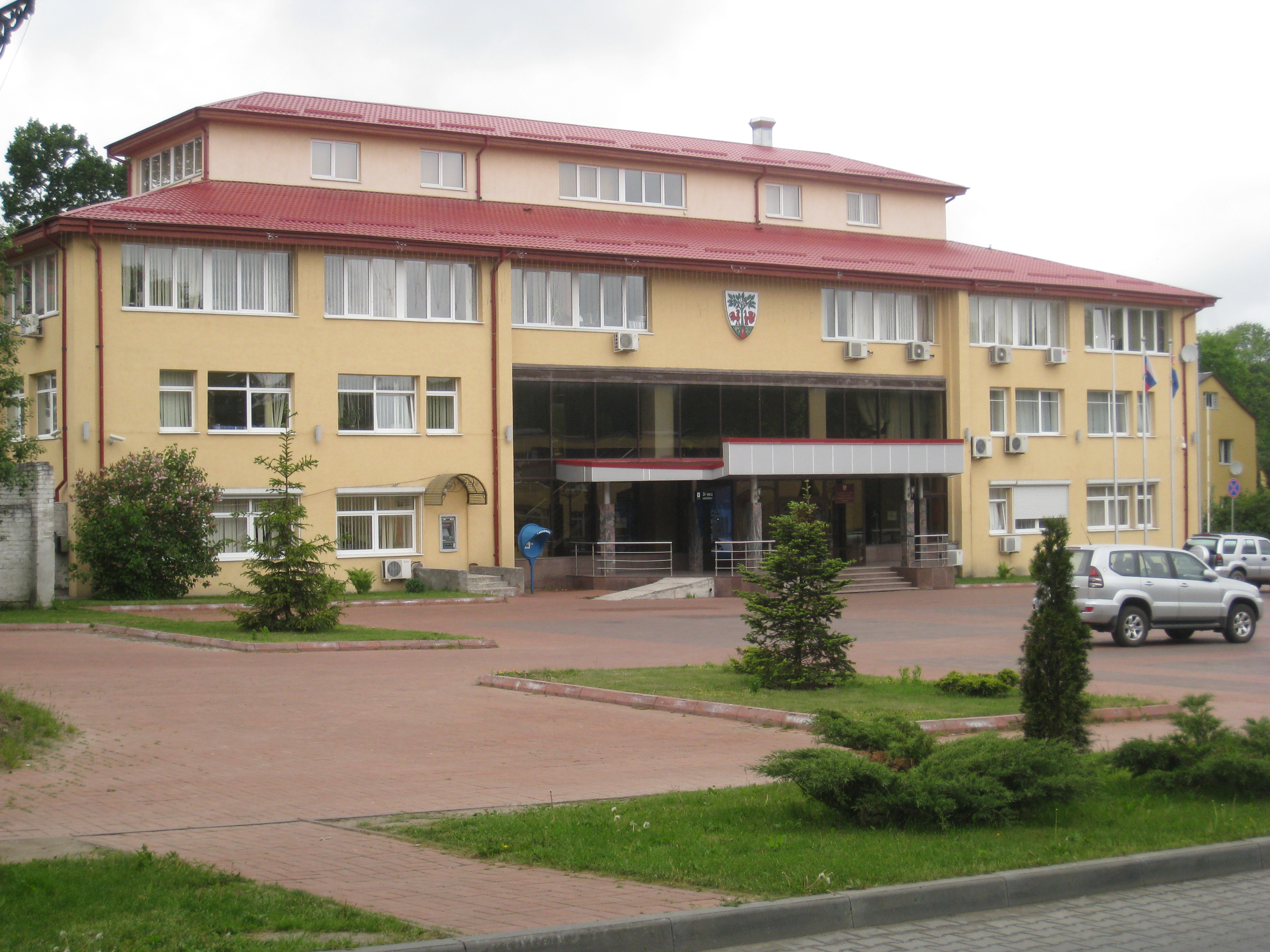
Stadtverwaltung
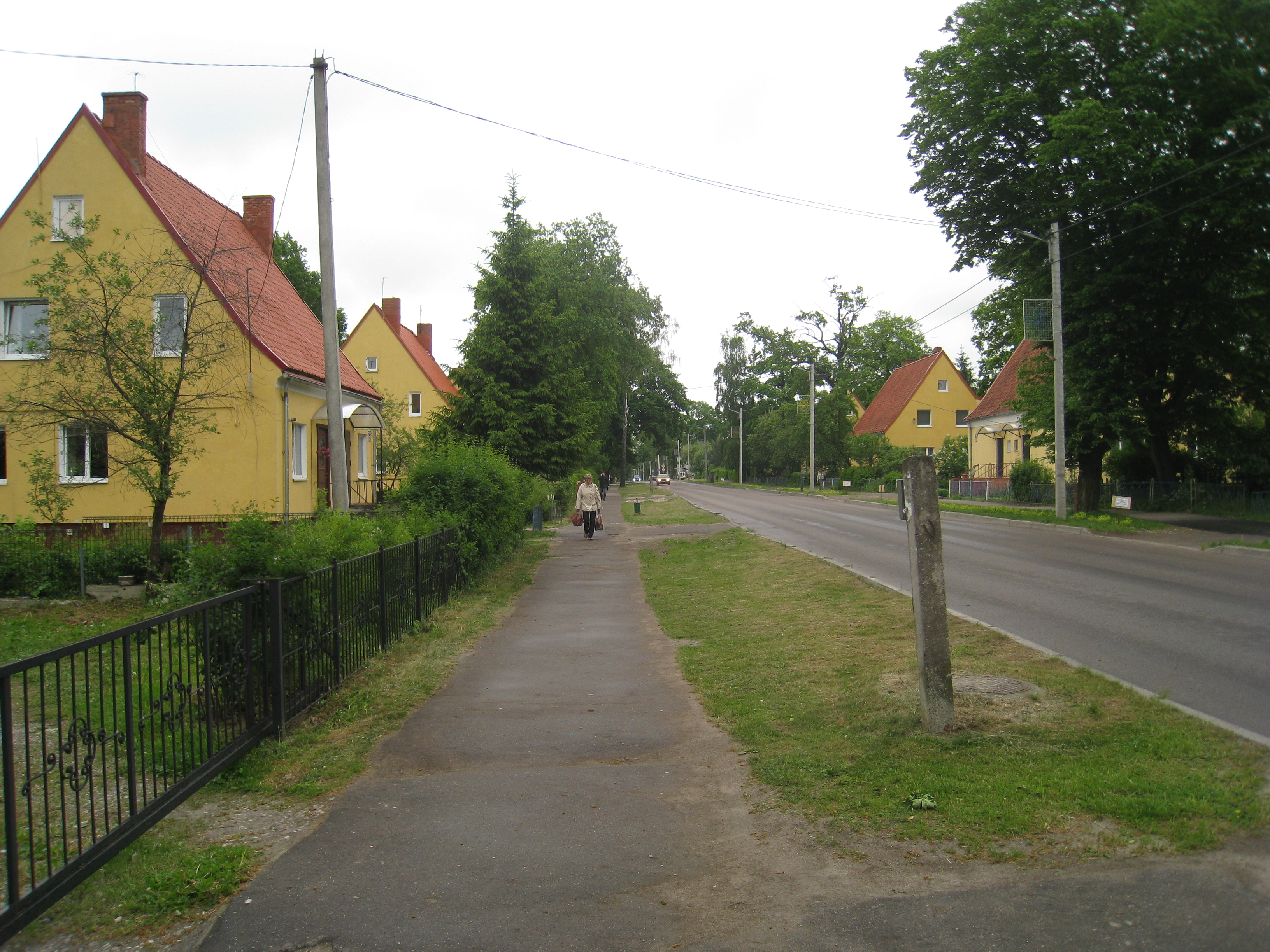
Wohngebiet Leninstraße
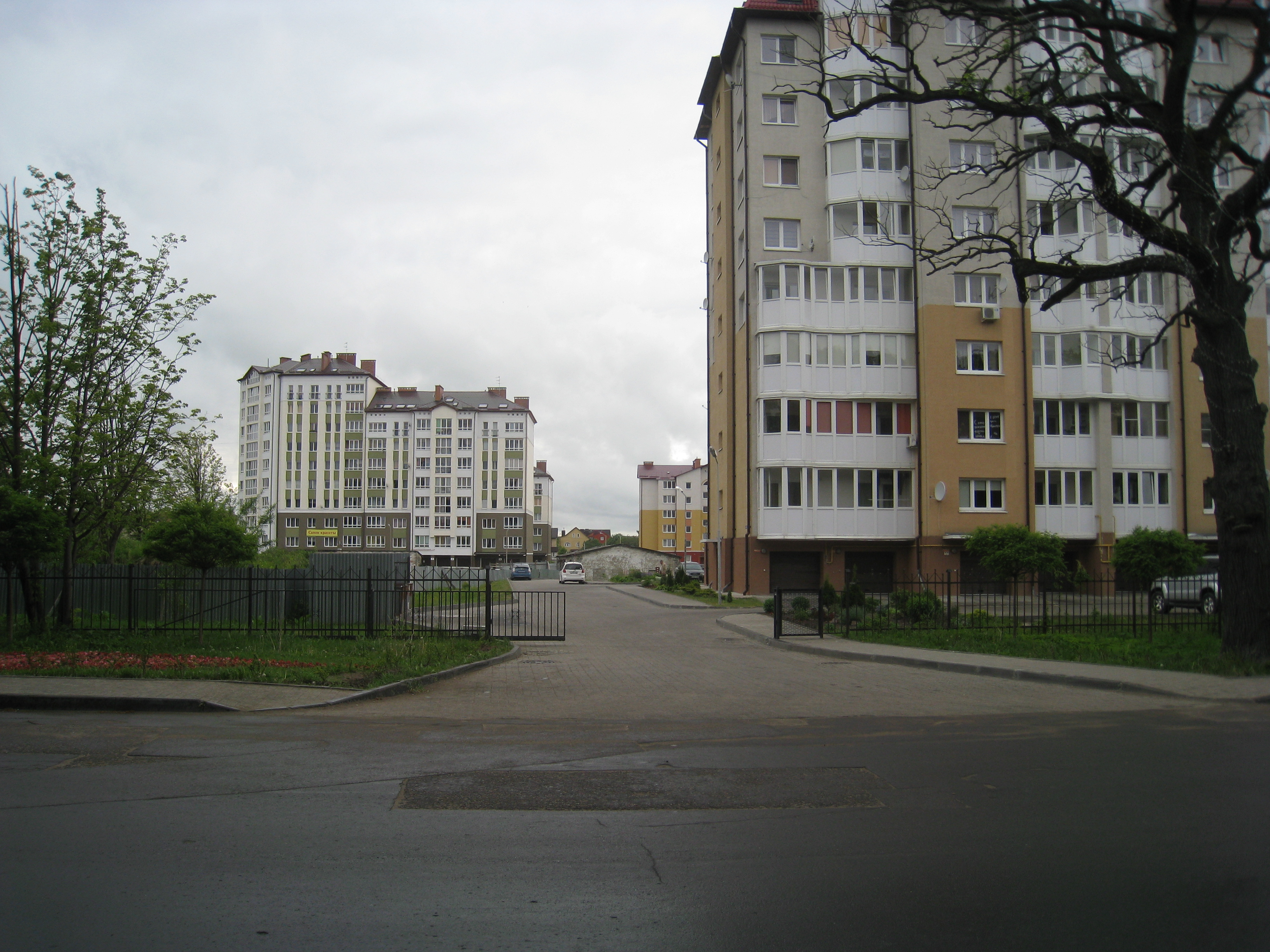
Neubauviertel Jasny
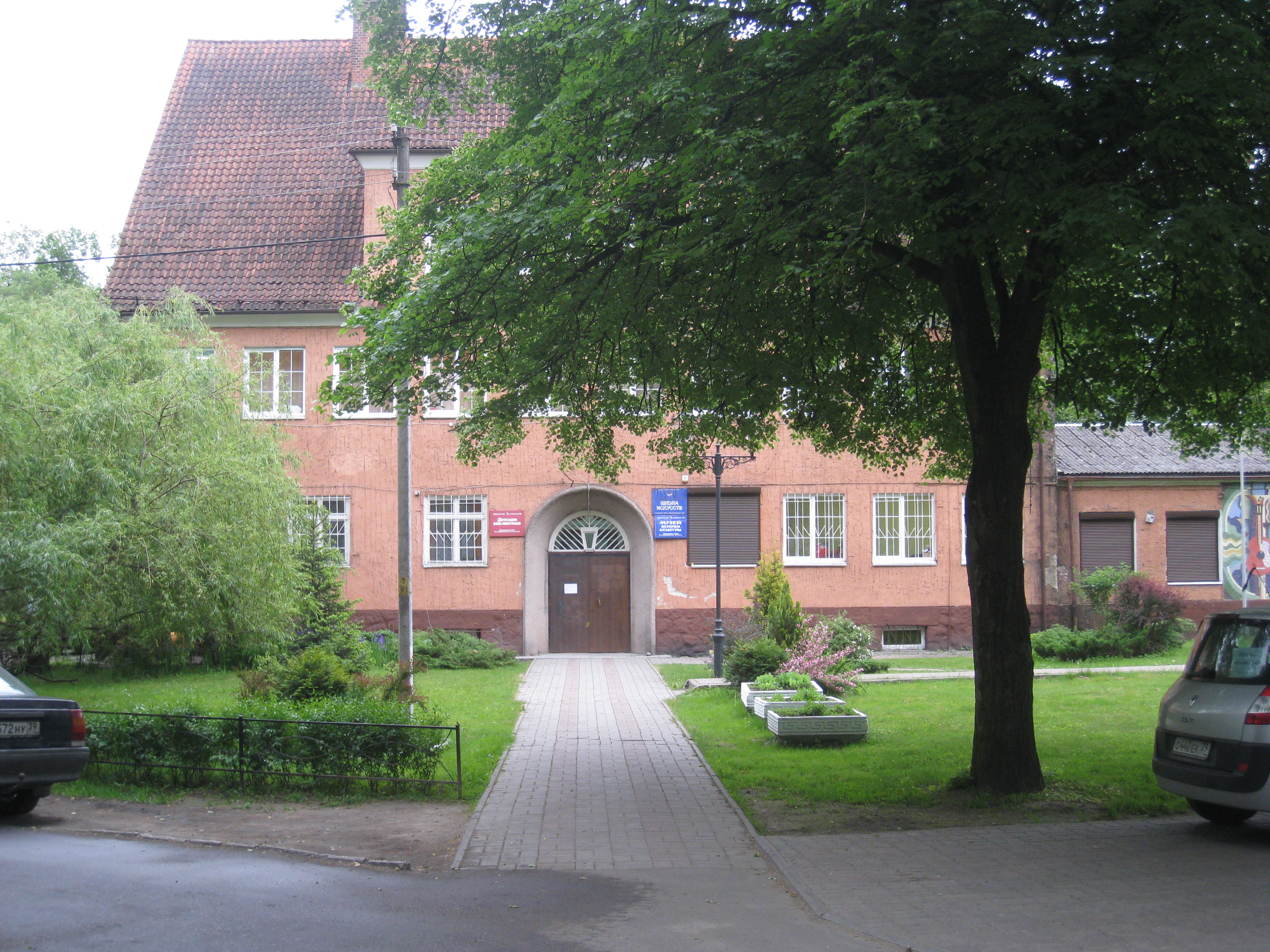
Kunstschule,  Museum
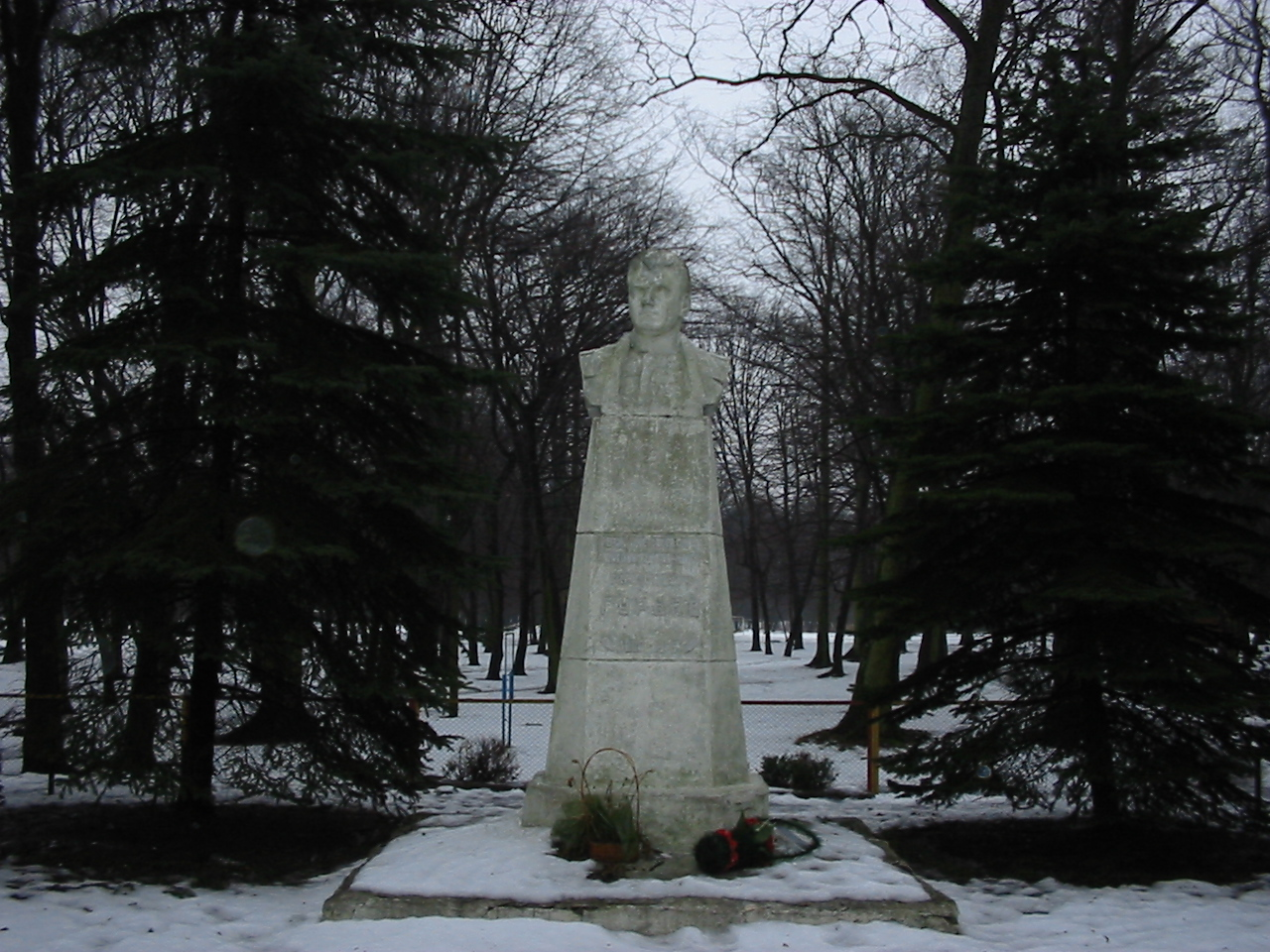
Gurjew-Denkmal

## Söhne der Stadt
- Otto Besch (1885–1966), Komponist und Musikkritiker
- Martin Kähler (1835–1912), protestantischer Theologe
- Otto Kähler (1830–1885), preußischer General